# مرا در سنت لوئیس ملاقات کن
مرا در سنت لوئیس ملاقات کن (به انگلیسی: Meet Me in St. Louis) فیلمی موزیکال به مدت ۱۰۸ دقیقه به کارگردانی وینسنت مینلی با بازی جودی گارلند از شرکت مترو گلدوین مایر است.